# Rocca di Cave
Rocca di Cave – miejscowość i gmina we Włoszech, w regionie Lacjum, w prowincji Rzym.
Według danych na rok 2004 gminę zamieszkiwało 358 osób, 32,5 os./km².